# AnsaldoBreda Sirio
Als Sirio vertrieb der italienische Hersteller AnsaldoBreda niederflurige Straßenbahnwagen in Multigelenkausführung. Mit dem Kauf von AnsaldoBreda übernahm Hitachi Rail Italia die Fahrzeugfamilie.
Die Fahrzeuge wurden in verschiedenen Längen als Ein- und Zweirichtungswagen geliefert und neben Normalspur für weitere Spurweiten gebaut: 950 mm für Sassari und 1445 mm für Mailand. Das erste Fahrzeug wurde 2002 für Mailand gebaut. Die einzelnen Varianten erhalten dreistellige Bezeichnungen, bei welchen zunächst eine Ziffer die Anzahl der Wagenteile angibt, dann der Buchstabe C für eine Tür pro laufwerkslosem Mittelteil oder der Buchstabe D für zwei Türen pro laufwerkslosem Mittelteil folgt und abschließend wieder eine Ziffer die Anzahl der Laufwerke angibt. Ein fünfteiliger Wagen auf drei Laufwerken mit je zwei Türen in den laufwerkslosen Mittelteilen ist also beispielsweise ein 5D3.
Fahrzeuge der Baureihe AnsaldoBreda Sirio sind in Italien bei der Stadtbahn Bergamo–Albino, der Straßenbahn Florenz, der Straßenbahn Mailand, der Straßenbahn Neapel und der Stadtbahn Sassari sowie in Athen, Göteborg, Samsun und Kayseri im Einsatz. Eine Ausschreibung der Straßenbahn Miskolc über 31 Niederflurwagen wurde zwar gewonnen, nach Beeinspruchung wurde die Vergabe allerdings aufgehoben und es kam zu keiner Lieferung.

Darüber hinaus wurde für diese Fahrzeugserie ein Lizenzabkommen mit dem chinesischen Hersteller CNR Dalian abgeschlossen. Dadurch wurden für die Straßenbahn Zhuhai sowie für die Xijiao-Linie der U-Bahn Peking Sirios geliefert.

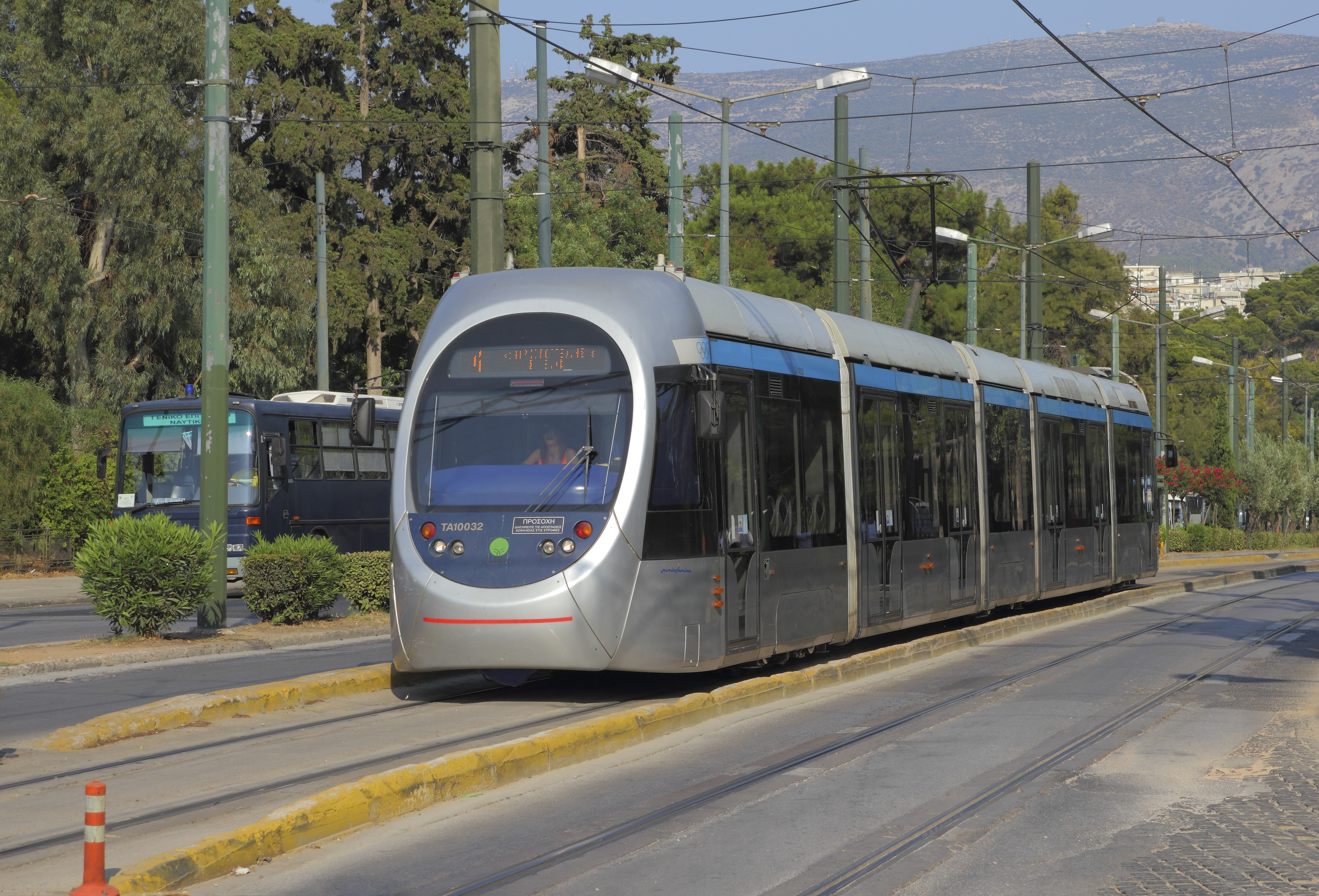
Sirio in Athen
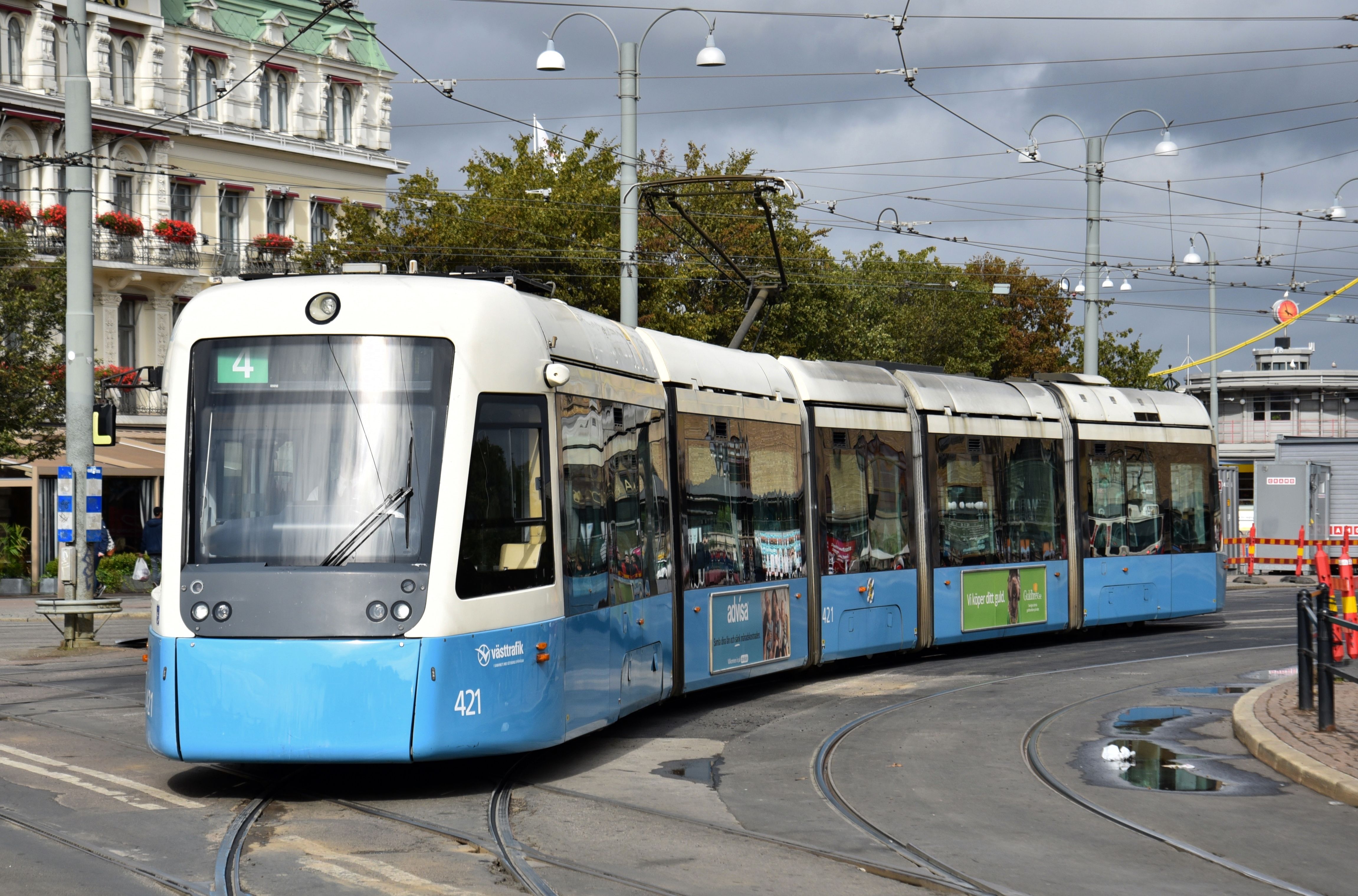
Sirio als Einrichtungswagen in Göteboorg
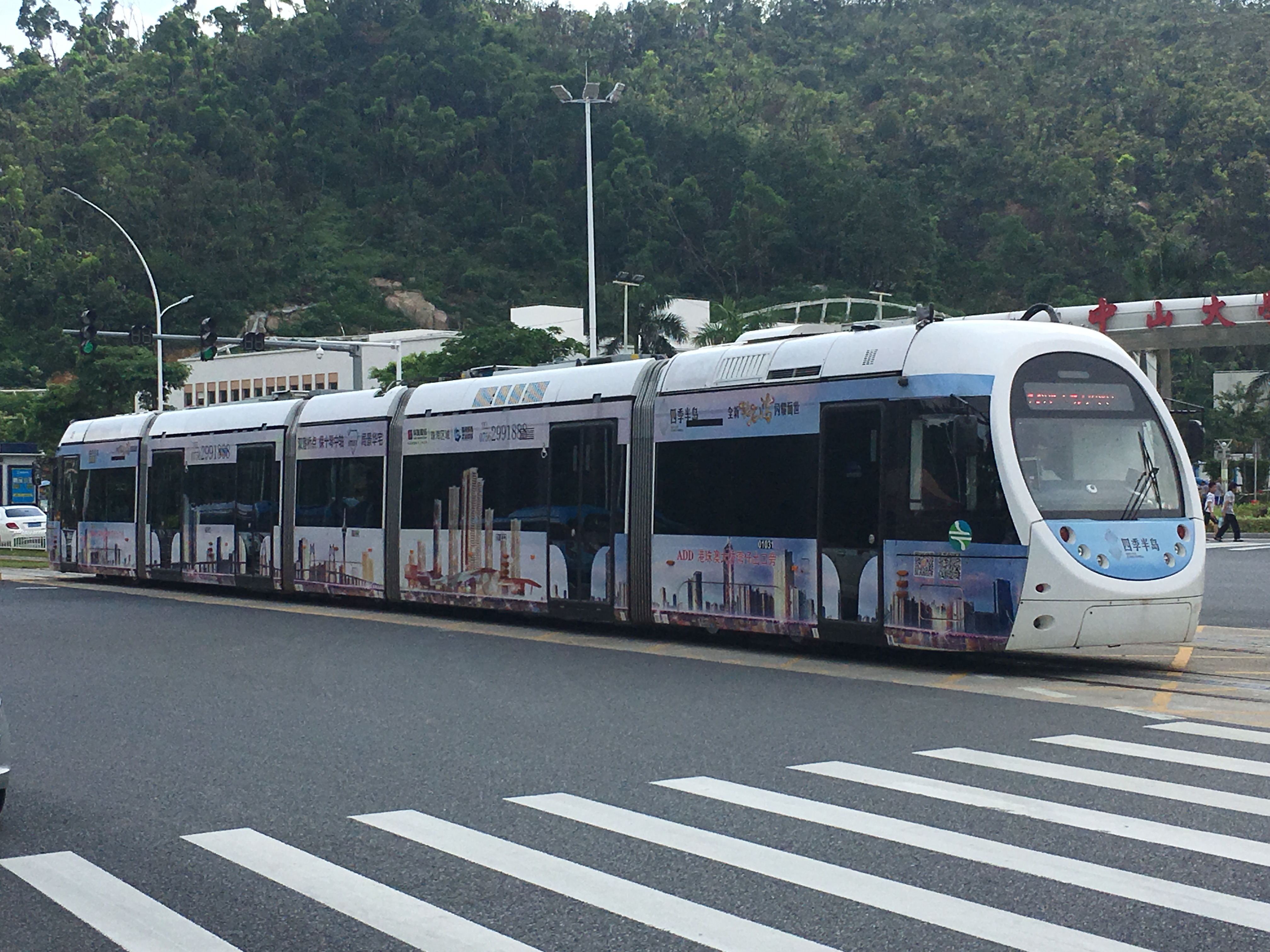
Lizenzbau für CNR Dalian im oberleitungsfreien Betrieb in Zhuhai

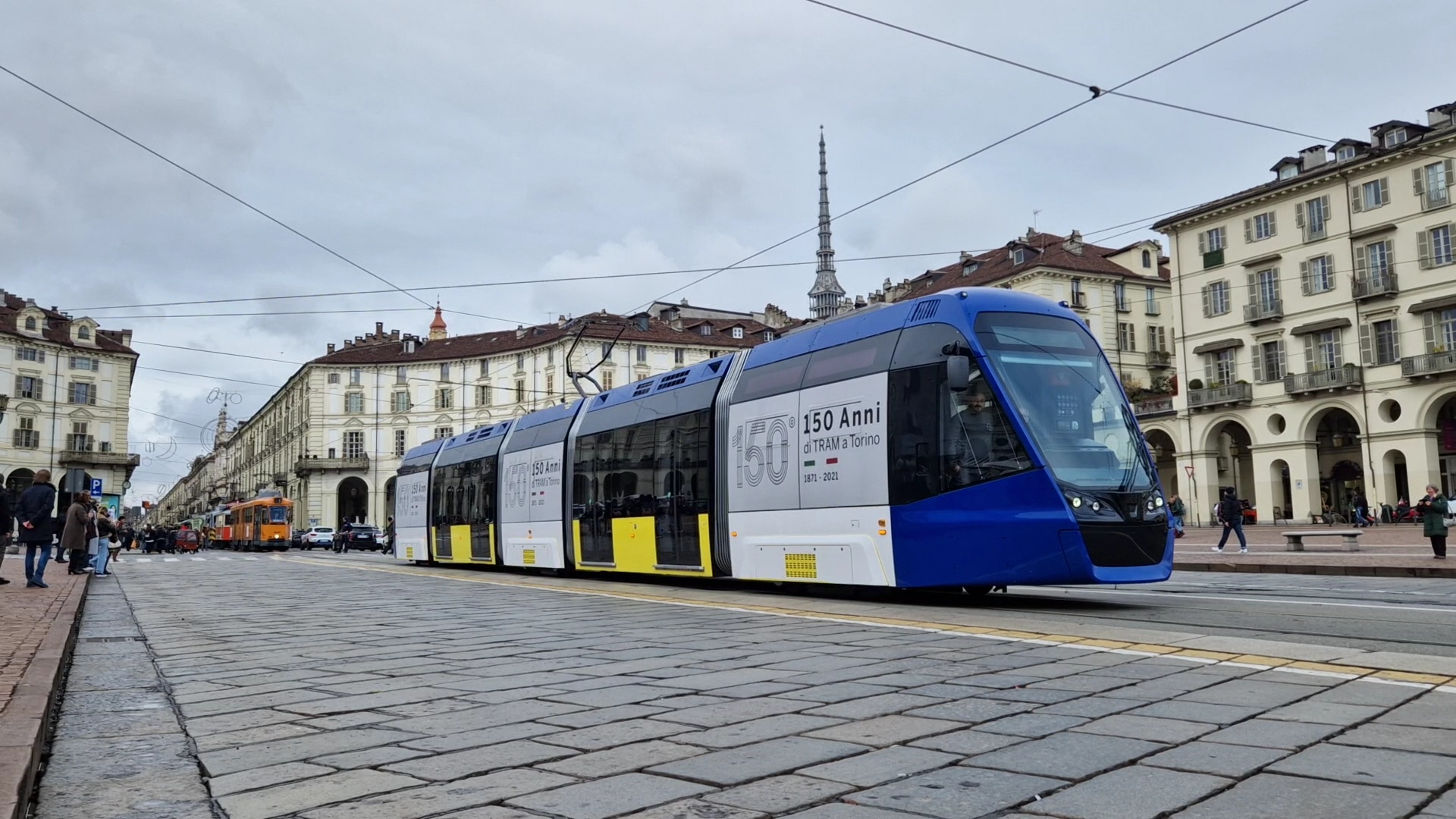
Einrichtungswagen der Straßenbahn Turin

Nach der Übernahme von AnsaldoBreda durch Hitachi Rail Italia erfolgte eine Weiterentwicklung der Sirio-Fahrzeuge zu einer neuen Fahrzeugplattform, welche nicht mehr unter dem Namen Sirio vertrieben wird. Der erste Kunde Gruppo Torinese Trasporti bestellte 2020 die neuen Fahrzeuge für den Einsatz bei der Straßenbahn Turin. Diese Fahrzeuge wurden vom Architekturbüro Giugiaro Architettura gestaltet.
2024 erhielt Hitachi einen Auftrag zur Lieferung von Sirios für die Straßenbahn Florenz, welche mit Akkumulatoren für drei bis vier Kilometer oberleitungsfreie Fahrt ausgestattet werden.

## Technik
Die Fahrzeuge wurden ursprünglich als geschweißte Stahlkonstruktion konzipiert. Die 2024 bestellten Wagen für die Straßenbahn Florenz werden jedoch stattdessen mit Aluminium-Wagenkästen gebaut. Die Radsätze sind ohne durchgehende Radsatzwellen und mit Portalachsen ausgeführt. Bei den angetriebenen Radsätzen handelt es sich dennoch nicht um reine Losradsätze, da die beiden Räder bei Geradeausfahrt über eine Zwischenwelle fest gekuppelt sind. In Bögen können sie durch ein Sperrdifferential jedoch auch entkoppelt werden. Die Motoren, die jeweils einen Radsatz antreiben, sind längs an den Seiten angeordnet.

## Variantenübersicht
| Land                | Betrieb                                           | Anzahl               | Serie         | Baujahre     | Konfiguration                                           | Länge    | Breite | Spurweite | Achsfolge | Bemerkung                 |              |
| ------------------- | ------------------------------------------------- | -------------------- | ------------- | ------------ | ------------------------------------------------------- | -------- | ------ | --------- | --------- | ------------------------- | ------------ |
|                     | AnsaldoBreda                                      | 1                    | Prototyp      | 2000         | ER, 3C2                                                 | 17,3 m   | 2,4 m  | 1445 mm   | Bo 2      |                           | [ 6 ]        |
| Italien             | Straßenbahn Mailand                               | 48                   | 7100 Sirio    | 2002–2010    | ER, 7C4                                                 | 35,35 m  | 2,4 m  | 1445 mm   | Bo 2 2 Bo |                           | [ 6 ]        |
| Italien             | Straßenbahn Mailand                               | 35                   | 7500 Sirietto | 2003–2006    | ER, 5C3                                                 | 26,45 m  | 2,4 m  | 1445 mm   | Bo 2 Bo   |                           | [ 6 ]        |
| Italien             | Straßenbahn Mailand                               | 33                   | 7600 Sirietto | 2006–2008    | ER, 5C3                                                 | 26,45 m  | 2,4 m  | 1445 mm   | Bo 2 Bo   |                           | [ 6 ]        |
| Griechenland        | Straßenbahn Athen                                 | 35                   | TA10000       | 2004         | ZR, 5D3                                                 | 32,31 m  | 2,4 m  | 1435 mm   | Bo 2 Bo   |                           | [ 7 ]        |
| Italien             | Straßenbahn Neapel                                | 22                   | 1100          | 2004–2007    | ZR, 3C2                                                 | 19,80 m  | 2,3 m  | 1435 mm   | Bo 2      |                           | [ 6 ]        |
| Schweden            | Straßenbahn Göteborg                              | 65                   | M32           | 2004–2013    | ER, 5C3                                                 | 29,55 m  | 2,65 m | 1435 mm   | Bo 2 Bo   |                           | [ 6 ]        |
| Italien             | Stadtbahn Sassari                                 | 4                    | SS00          | 2006         | ZR, 5C3                                                 | 27,47 m  | 2,4 m  | 950 mm    | Bo 2 Bo   |                           | [ 6 ]        |
| Turkei              | Straßenbahn Kayseri                               | 38                   | 3800          | 2008–2009    | ZR, fünfteilig                                          | 32,35 m  | 2,65 m | 1435 mm   | Bo 2 Bo   |                           | [ 8 ]        |
| Italien             | Stadtbahn Bergamo–Albino                          | 14                   | 000           | 2009         | ZR, 5C3                                                 | 32,06 m  | 2,4 m  | 1435 mm   | Bo 2 Bo   |                           | [ 7 ]        |
| Italien             | Straßenbahn Florenz                               | 17                   | 1000          | 2009–2010    | ZR, 5D3                                                 | 32,03 m  | 2,4 m  | 1435 mm   | Bo 2 Bo   |                           | [ 9 ] [ 7 ]  |
| Italien             | Straßenbahn Florenz                               | 29                   | 2000          | 2017–2018    | ZR, 5D3                                                 | 32,03 m  | 2,4 m  | 1435 mm   | Bo 2 Bo   |                           | [ 9 ] [ 7 ]  |
| Italien             | Straßenbahn Florenz                               | 46 (bestellt)        |               | vsl. ab 2026 | ZR, fünfteilig oberleitungsfrei (Akku)                  | 33,5 m   | 2,4 m  | 1435 mm   |           | Wagenkästen aus Aluminium | [ 5 ]        |
| Turkei              | Straßenbahn Samsun                                | 16                   |               | 2010         | ZR, fünfteilig                                          | 32,075 m | 2,65 m | 1435 mm   | Bo 2 Bo   |                           | [ 8 ] [ 10 ] |
| China Volksrepublik | Straßenbahn Zhuhai Lizenzbau CNR Dalian           | 10                   |               | 2014         | ZR, fünfteilig oberleitungsfrei (TramWave Unterleitung) | 32,075 m | 2,65 m | 1435 mm   |           |                           | [ 9 ]        |
| China Volksrepublik | U-Bahn Peking (Xijiao-Linie) Lizenzbau CNR Dalian | 31                   |               | 2017         | ZR, fünfteilig                                          | 32,075 m | 2,65 m | 1435 mm   |           |                           | [ 11 ]       |
| Italien             | Straßenbahn Turin Weiterentwicklung               | 70 (in Auslieferung) | 8000          | 2022–2024    | ER, fünfteilig                                          | 27,965 m | 2,4 m  | 1445 mm   |           |                           | [ 12 ]       |